# Warmblood fragile foal syndrome
Warmblood fragile foal syndrome, WFFS, på svenska ungefär fragilt varmblodsfölsyndrom, är en autosomal recessiv genetisk defekt hos främst varmblodsföl. Sjukdomen kännetecknas av extremt töjbart, onormalt tunn och ömtålig hud och bindväv, vilket leder till omfattande mängd öppna sår över och i hela kroppen. Bland andra symtom märks hypermobilitet (överrörliga leder), slappa öron, hydrops (vätskeansamlingar, ödem, i fostret), subkutant emfysem, hematom och för tidig födsel, vanligen genom att stoet kastar. Om fostret föds normalt uppträder sjukdomen omedelbart efter födseln. Det finns inget botemedel för sjukdomen och nyfödda föl måste därför avlivas.
Sjukdomen orsakas genom en mutation i genen PLOD1. Genen är viktig vid produktionen av ett enzym som i sin tur är betydelsefullt för produktionen av kollagen, molekyler som är viktiga för att skapa stark bindvävnad. Mutationen gör att enzymet inte fungerar som det ska, vilket i sin tur leder till att sjukdomen utvecklas. En liknande sjukdom hos människan är Ehlers-Danlos syndrom.

## Ursprung och orsak
Sjukdomen är recessivt ärftlig, vilket betyder att hästens föräldrar båda måste bära på anlaget för att sjukdomen skall bryta ut hos avkomman.
|                    | Frisk hingst                 | Hingst med WFFS-anlag                                 |
| ------------------ | ---------------------------- | ----------------------------------------------------- |
| Friskt sto         | Friska föl                   | 50 % friska föl, 50 % bärare                          |
| Sto med WFFS-anlag | 50 % friska föl, 50 % bärare | 25 % friska föl, 50 % bärare, 25 % med utvecklad WFFS |

## Sverige
Svenska varmblodsföreningen, SWB, antog våren 2018 en handlingsplan för att motverka WFFS. Beslutet innebar att alla varmblodshingstar som används för avel i Sverige ska testas för att se om de bär på anlag för WFFS. Från hösten 2018 utförs testerna av Sveriges Lantbruksuniversitet.

## Tyskland
De tyska avelsförbunden har tidigare ställt sig avvaktande till förekomsten av WFFS, främst på grund av att sjukdomen fram till våren 2018 var förhållandevis okänd. Efter att EU 1 november 2018 införde en ny djurskyddsförordning har man emellertid svängt, eftersom förordningen kräver ett gentest av alla licensierade hingstar som används i avel och att resultatet skall redovisas offentligt.